# Basketball-Ozeanienmeisterschaft 1981
Die Basketball-Ozeanienmeisterschaft 1981, die fünfte Basketball-Ozeanienmeisterschaft, fand im Jahre 1981 in Neuseeland statt, das zum dritten Mal die Meisterschaft ausrichtete. Gewinner war die Nationalmannschaft Australiens, die zum fünften Mal, den Titel erringen konnte. In der Serie konnte Neuseeland mit 23:0 Siegen geschlagen werden. Da die Serie nach dem zweiten Spiel entschieden war, wurde auf Spiel drei verzichtet.

## Teilnehmende Mannschaften
Australien

 Neuseeland

## Modus
Gespielt wurde in Form einer Best-of-Three Serie. Die Mannschaft, die zuerst zwei Siege erringen konnte, wurde Basketball-Ozeanienmeister 1981.

## Ergebnisse
|                                        |  | Australien | 78 – 55 | Neuseeland |  |
| Punkte pro Halbzeit: 33 : 26, 45 : 29. |  |            |         |            |  |
|                                        |  |            |         |            |  |
|                                        |  |            |         |            |  |

|                                        |  | Australien | 80 – 71 | Neuseeland |  |
| Punkte pro Halbzeit: 49 : 35, 31 : 36. |  |            |         |            |  |
|                                        |  |            |         |            |  |
|                                        |  |            |         |            |  |

| Australien           |
| Meister Australien   |
| Fünfte Meisterschaft |

## Abschlussplatzierung
| Rang | Mannschaft |
| ---- | ---------- |
| 1    | Australien |
| 2    | Neuseeland |

Australien qualifizierte sich durch den 2:0-Erfolg für die Basketball-Weltmeisterschaft 1982 in Kolumbien.